# George Kojac
George Kojac (n. 2 martie 1910, New York City, New York, SUA – d. 28 mai 1996, Fairfax, Virginia, SUA) a fost un înotător ce a reprezentat Statele Unite ale Americii, medaliat olimpic. A participat la o ediție a Jocurilor Olimpice (1928) în care a câștigat 3 medalii de aur.